# Nysø
Nysø är en herrgård, strax norr om Præstø på Själland, och huvudsäte för baroniet Stampenborg.
Baroniet Stapenborgs jord log ursprungligen under slottet Jungshoved, och som bröts ned i början av 1700-talet. Då hade länge jorden under slottet varit klostergods, och därefter lagts under Vordingborgs slott, innan den på 1600-talet lades under det nyinrättade säteriet Nysø.
Nysø herrgårdsbyggnad uppfördes 1673, och har förändrats mycket lite sedan sin byggnadstid. Det inrättades till baroni av baron Holger Stampe 11 februari 1809. Vid mitten av 1800-talet inrättades en fruktträdsskola vid godset.

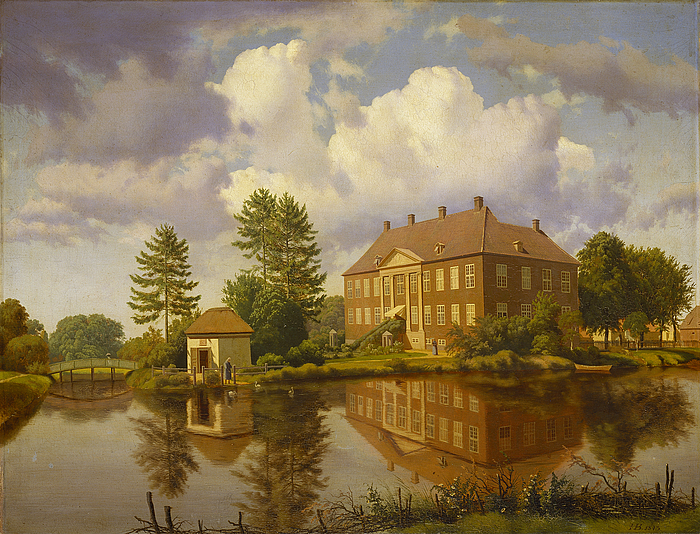
Nysø med Thorvaldsens paviljong.
1843 av Heinrich Buntzen, Thorvaldsens Museum

Nysø har främst blivit känt genom att Bertel Thorvaldsen bodde här. Baron Stampe lät för konstnärens räkning uppföra en paviljong, där han skulle kunna arbeta ostört. I sin biografi beskriver Thorvaldsen en resa till Møn han 1839 företog tillsammans med familjen Stampe och Adam Oehlenschläger. I sin självbiografi beskriver H.C. Andersen ett besök hos Thorvaldsen på Nysø.